# Jakub III (margrabia Badenii-Durlach)
Jakub III (ur. 26 maja 1562 r. w Pforzheimie, zm. 17 sierpnia 1590 r. w Emmendingen) – margrabia Badenii-Durlach, od 1584 r. w jej części Badenii-Hachberg, z dynastii Zähringen.

## Życiorys

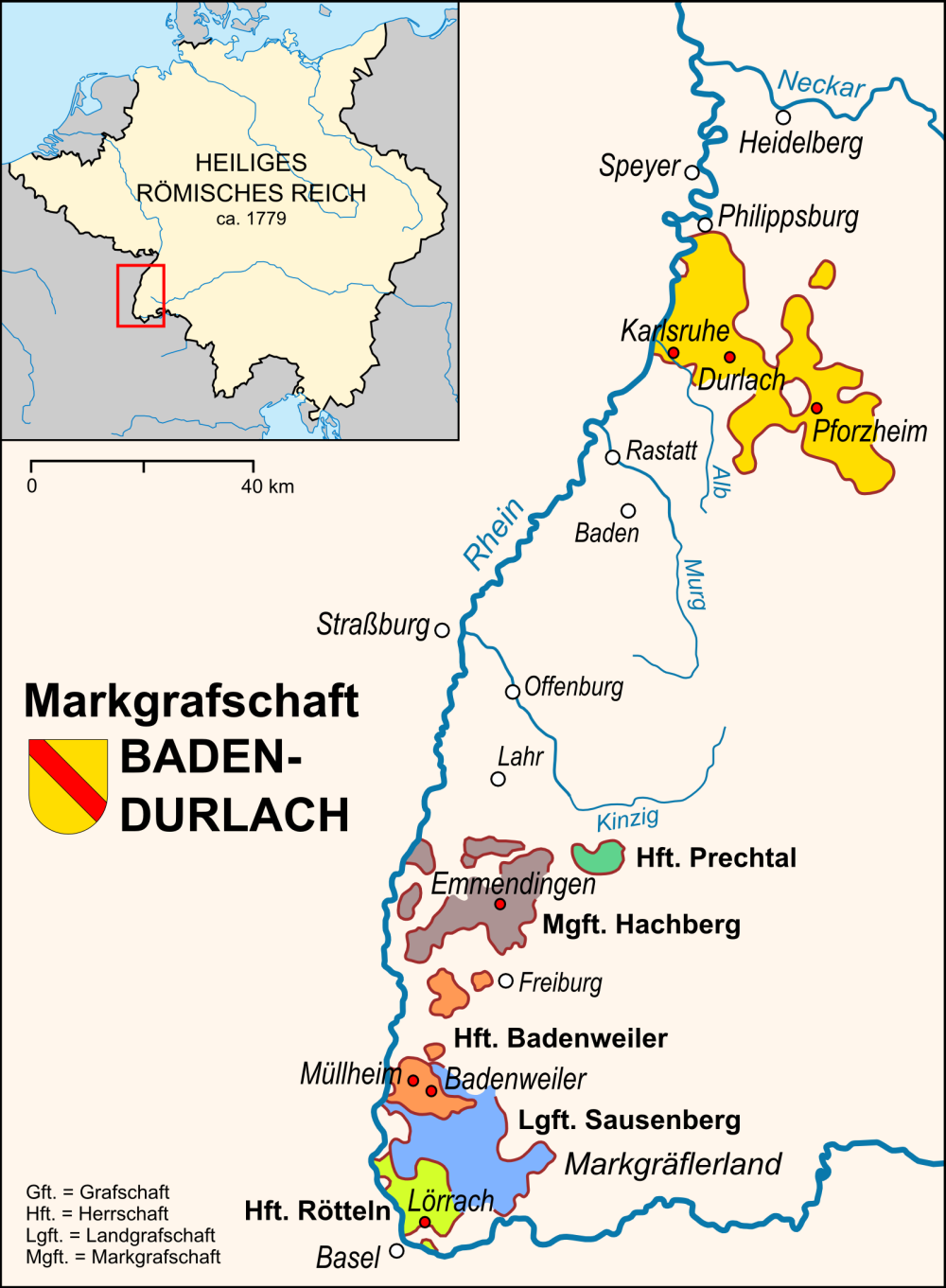
Ziemie margrabiów Badenii-Durlach od XVI do XVIII w.; w kolorze brązowym margrabstwo Badenii-Hachbergu

Jakub był trzecim spośród czterech synów margrabiego Badenii-Durlach Karola II i drugim spośród tych, którzy przeżyli ojca. Jego matką była druga żona Karola, Anna, córka palatyna Veldenz Ruprechta z rodu Wittelsbachów. Został wychowany w wierze luterańskiej. Po śmierci ojca w 1577 r. wychowywał się na dworze księcia Wirtembergii Ludwika III. Studiował w Strasburgu, odbył podróż po Europie. W 1583 r. uczestniczył w walkach o elektorat Kolonii po stronie arcybiskupa Gebharda z Waldburga, który przeszedł na protestantyzm – za co cesarz groził mu banicją.
W 1584 r. podzielił z braćmi dziedzictwo po ojcu i otrzymał w zarząd część margrabstwa Badenii-Durlach z Hachbergiem. Swoją siedzibą uczynił Emmendingen, gdzie rozbudował książęcą rezydencję. W tym samym roku zmienił front (być może pod wpływem gróźb cesarskich) i w kolejnych latach walczył po stronie katolickiej pod komendą Aleksandra Farnese przeciwko arcybiskupowi Gebhardowi. Brał też udział w zbrojnej interwencji wojsk katolickich w Lotaryngii. Znaczny wpływ na księcia zdobył jego doradca, Johann Pistorius, który w 1588 r. przeszedł z wiary kalwińskiej na katolicką. Jakub zorganizował kilka dysput religijnych, po których, 25 lipca 1590 r., dokonał konwersji z luteranizmu na wiarę katolicką. Zamierzał zaprowadzić katolicyzm jako religię panującą w swym księstwie, ale trzy tygodnie później zmarł. Dziedzictwo po nim przejął jego starszy brat Ernest Fryderyk, który przywrócił protestantyzm w księstwie.
Konwersja Jakuba była pierwszą zmianą wiary protestanckiej na katolicką pośród książąt Rzeszy i z tego powodu odbiła się szerokim echem wśród współczesnych. Duży rozgłos zdobyła spisana przez Johanna Pistoriusa książka opisująca motywy zmiany wiary przez Jakuba.

## Rodzina
16 września 1584 r. Jakub poślubił Elżbietę (1567–1620), córkę hrabiego Culemburga Florisa I (w celu poślubienia Jakuba musiała uciekać w męskim przebraniu z jednego z klasztorów w Kolonii, gdzie przetrzymywano ją w celu zabezpieczenia roszczeń innego kandydata do jej ręki). Mieli jedną córkę, Annę (1587–1649), później żonę hrabiego Waldeck-Eisenberg Wolrada IV.